# La Salle no 6
La Salle no 6  (en russe : Палата № 6) est une nouvelle d’Anton Tchekhov publiée en 1892.

## Parution
La Salle no 6 est initialement publiée dans la revue La Pensée russe, numéro 11, en novembre 1892. Cette nouvelle connut un succès considérable lors de sa sortie. Selon un correspondant de Tchékhov, qui lui écrit en mars 1893 : « Votre Salle 6 est dans toutes les vitrines, celles des grands éditeurs comme celles des petites papeteries. On se l'arrache. »
Selon l'Encyclopédie littéraire russe : « Salle 6 est le sommet de son art. »

## Personnages
- Docteur Raguine : médecin, directeur de l’hôpital, célibataire.
- Mikhaïl Avérianytch : receveur des postes, seul ami de Raguine.
- Ivan Gromov  : trente-trois ans, ancien huissier, patient interné, souffre du syndrome de la persécution.
- Khobotov : moins de 30 ans, médecin, adjoint de Raguine.
- Moïsseïka : vieux Juif, a perdu la tête depuis vingt ans, serviable.
- Nikita : le gardien du pavillon no 6, ancien soldat, rosse les patients.
- Serguéï Serguéïtch : aide-médecin à la moralité douteuse, se figure qu’il est médecin.
- Daria Belova : logeuse du docteur Raguine.

## Résumé
La salle no 6 est le pavillon des aliénés. C'est la partie la plus délabrée de l'hôpital d'une petite ville de Russie.  Il y a là cinq hommes : Moïsseïka, le plus ancien pensionnaire, inoffensif, est le seul qui ait l’autorisation de sortir en ville. Le jeune Gromov, homme instruit et de noble extraction, qui a connu beaucoup de malheur dans sa jeunesse, après la mort de ses parents, avait trouvé une place d’huissier, mais en proie à des délires de persécution (il craint qu'on ne vienne l'arrêter pour un crime imaginaire), il a été interné dans la salle no 6. Les trois autres sont des personnages secondaires.
Le directeur de l’hôpital est le docteur Raguine. En poste depuis plusieurs années, il avait essayé à son arrivée de lutter contre la saleté, le vol des malades par le personnel, la corruption, mais devant l’ampleur de la tâche, son manque d’autorité et sa faible volonté, il a renoncé. Depuis, il n’assure que quelques visites par jour, passe ses journées à lire chez lui, tout en déplorant avec son ami Mikhaïl Avérianytch, le receveur des postes, d’être coincé dans un trou perdu, sans personne d’intelligent à qui parler.
Rentrant par hasard dans le pavillon no 6, Raguine est insulté et menacé par Gromov, qui voudrait être libéré. S’ensuit une discussion entre le malade et le docteur qui ravit ce dernier, car il trouve enfin quelqu’un à qui parler. Le docteur Raguine prend l’habitude de discuter pendant des heures avec Gromov. Ces discussions inquiètent son assistant, le docteur Khobotov, qui organise avec les autorités de la ville une réunion où l’on questionne Raguine. On lui conseille finalement de prendre sa retraite.
Mikhaïl Avérianytch propose de l’emmener en voyage à Moscou, Saint-Pétersbourg et Varsovie. Ils partent tous deux, mais rapidement les incessants bavardages de son compagnon fatiguent Raguine. Ils rentrent, après que Mikhaïl Avérianytch a emprunté et perdu les modestes économies de son ami. 
À l'hôpital, Khobotov a pris la place de Raguine. Ce dernier ne touche rien pour sa retraite. Après un mouvement d’humeur contre Mikhaïl Avérianytch et Khobotov, ce dernier le fait enfermer au pavillon no 6.
Raguine subit maintenant ce qu’il a fait subir aux autres, mais tout lui est devenu égal. Après avoir tenté de sortir la nuit dans le jardin et pour cela avoir été rossé par le gardien Nikita, il meurt d’une attaque d’apoplexie le lendemain de son internement.
« On l'enterra le surlendemain. Seuls Avérianytch et Daria suivirent le convoi. »

## Extraits
- Mikhaïl Avérianytch : « Quand même, dans quel trou perdu nous a placés le destin ! Le plus ennuyeux c’est qu’il y faudra aussi mourir ! Ah ! là ! là[6]… »
- Raguine en réfléchissant (Chapitre V): « Et si l'on considère que le but de la médecine est de soulager la souffrance par les remèdes, on se pose malgré soi la question : pourquoi la soulager ? Premièrement, on dit que la souffrance conduit l'homme à la perfection, et, deuxièmement, si l'humanité apprend effectivement à soulager ses souffrances au moyen de pilules et de gouttes, elle rejettera complètement la religion et la philosophie où elle avait trouvé jusqu'alors non seulement une protection contre des maux de toutes sortes mais même le bonheur. »
- Gromov à Raguine : « Vos fonctions vous les avez déléguées à votre aide et aux autres canailles et vous-même vous êtes resté bien au chaud, bien au calme, vous avez amassé de l’argent, vous avez fait quelques lectures, vous vous êtes délecté à méditer sur toutes sortes de fadaises sublimes et (Gromov regardant le nez rouge du docteur) à boire. En un mot, vous n’avez pas connu la vie… »
- Raguine à Mikhaïl Avérianytch : « Ma maladie réside uniquement en ceci, qu’en vingt ans je n’ai trouvé dans toute la ville qu’un homme intelligent et que cet homme est un fou… »

## Cinéma
- La Salle no 6 :  film réalisé par Karen Chakhnazarov, avec Albina Evtouchevskaia, Vladimir Iline[7].

### Récompense[7]
- Prix : Meilleur réalisateur prix de l’aigle d’or 2009 pour Karen Chakhnazarov, Moscou.
- Meilleur rôle masculin  pour Vladimir Iline au Festival international du film de Moscou, Russie en 2009.

## Édition française
- La Salle no 6, traduit par Édouard Parayre, révision de Lily Dennis, Bibliothèque de la Pléiade, éditions Gallimard, 1971  (ISBN 2 07 0106 28 4).
- (fr + ru) Anton Tchekhov (trad. du russe par Édouard Parayre et Lily Denis, préf. Lily Denis), Salle no 6 [« Палата № 6 »], Paris, Gallimard, coll. « Folio bilingue »,‎ 2006, 210 p. (ISBN 2-07-030857-X)

- La Salle no 6, traduit par Éveline Amoursky,  éditions La Barque (ISBN 9782917504703).